# Bolesław Petrycki
Bolesław Petrycki (ur. 13 czerwca 1929 w Bydgoszczy, zm. 12 kwietnia 1990 w Gdańsku) – polski projektant, profesor ASP w Gdańsku, zajmował się architekturą wnętrz i projektowaniem mebli.

## Życiorys
Był synem Józefa Petryckiego, dziennikarza i posła na Sejm z ramienia Stronnictwa Narodowego, oraz Marii z Gładyszów. Jego bratem był Roman Petrycki, operator filmowy, a bratankiem Jacek Petrycki.
W latach 1947–1952 studiował na Wydziale Architektury Politechniki Gdańskiej. W 1952 przeniósł się do Państwowej Wyższej Szkoły Sztuk Pięknych, dyplom uzyskał na Wydziale Architektury w 1955 roku. W PWSSP pracował od roku 1956
do 1990. Profesor, kierował między innymi Katedrą Projektowania Wnętrz na Wydziale Architektury i Wzornictwa. W 1975 pełnił funkcję prorektora W latach 1984–1988 był dziekanem Wydziału Architektury i Wzornictwa. 
Pochowany na Cmentarzu Centralnym Srebrzysko (rejon V, taras IX-2-52).

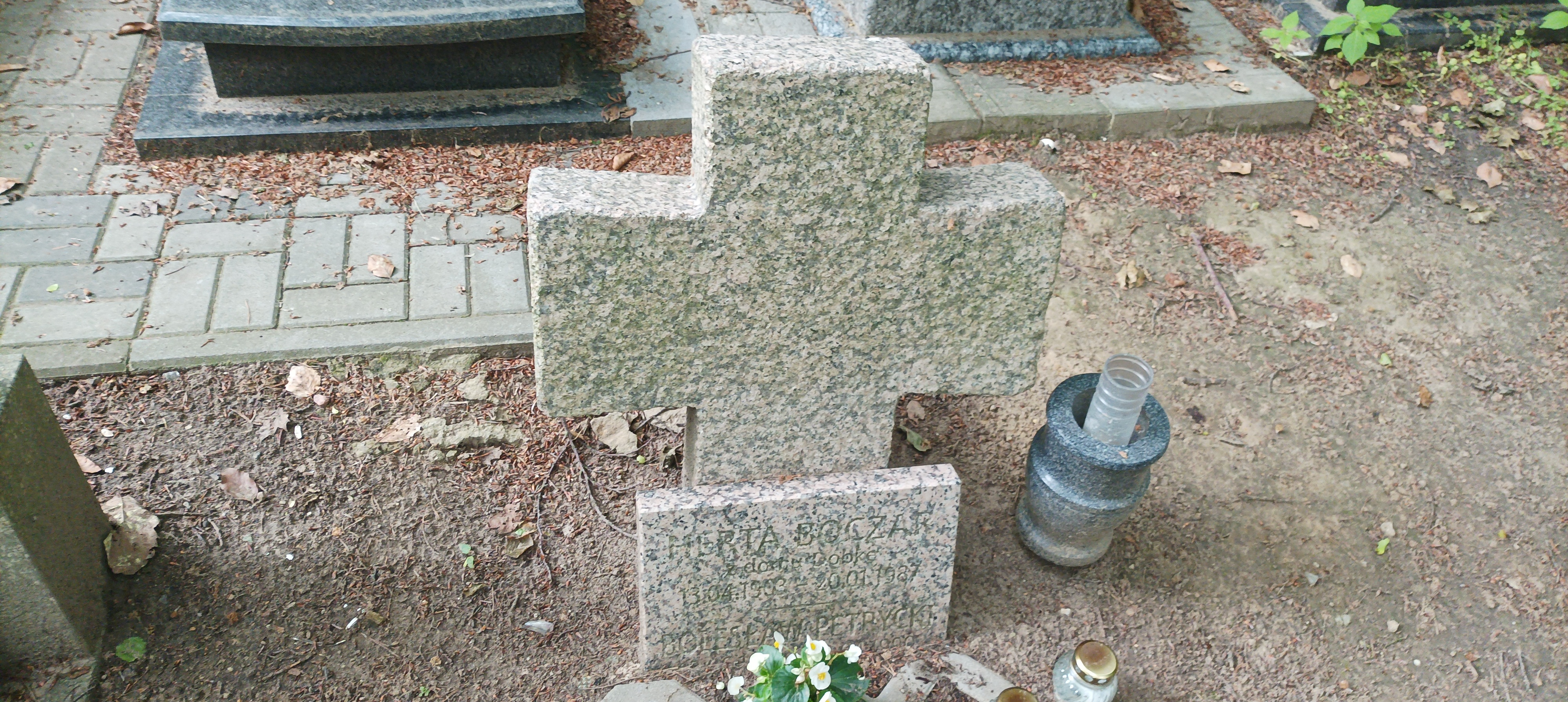
Grób Bolesława Petryckiego na Cmentarzu Srebrzysko w Gdańsku